# Viara Gadaladeniya
Viara Gadaladenyia (em cingalês:  ගඩලාදෙණිය විහාරය), também conhecido como Viara Saddharmatilaka ou Viaraya Dharma Kirthi, é um antigo templo budista situado em Pilimathalawa, Kandy, Sri Lanka. Ele está localizado próximo à estrada que liga Gadaladeniya a Colombo, cerca de 12,5 km (7,77 mi) a oeste de Kandy e 3 km (1,86 mi) do antigo templo budista Viara Lankatilaka. É considerado um dos maiores templos em rocha do Sri Lanka.

## História
A história do templo remonta ao século XIV. Segundo relatos históricos, este templo foi construído em 1344, por Ven. Seelavamsa Dharmakirti, durante o reinado de Bhuvanekabahu IV, que foi de 1341 até 1351 d.C.. A arquitetura do templo foi projetada por Ganesvarachari, um arquiteto do sul da Índia, seguindo os estilos artísticos hindus. No afloramento rochoso sobre o qual se ergue o templo, há uma inscrição esculpida relacionada à construção do mesmo. O templo foi construído no estilo arquitetônico Dravidiano, que incorpora a arquitetura cingalesa da era de Polonnaruwa e de outros padrões arquitetônicos chineses.
Os monges eruditos célebres que residiram no templo incluem Sangharaja Dharmakirti II, o autor do Sangharaja-Nikāya (manuscrito dos séculos XIV e XV) e Vimalakirti I.
O templo ficou abandonado por muito tempo, até que o Rei Vira Parakrama Narendra Sinha (1707–1739) entregou-o a Weliwita Sri Saranankara Thero, cujos discípulos cuidaram do templo desde então.

## Santuário principal

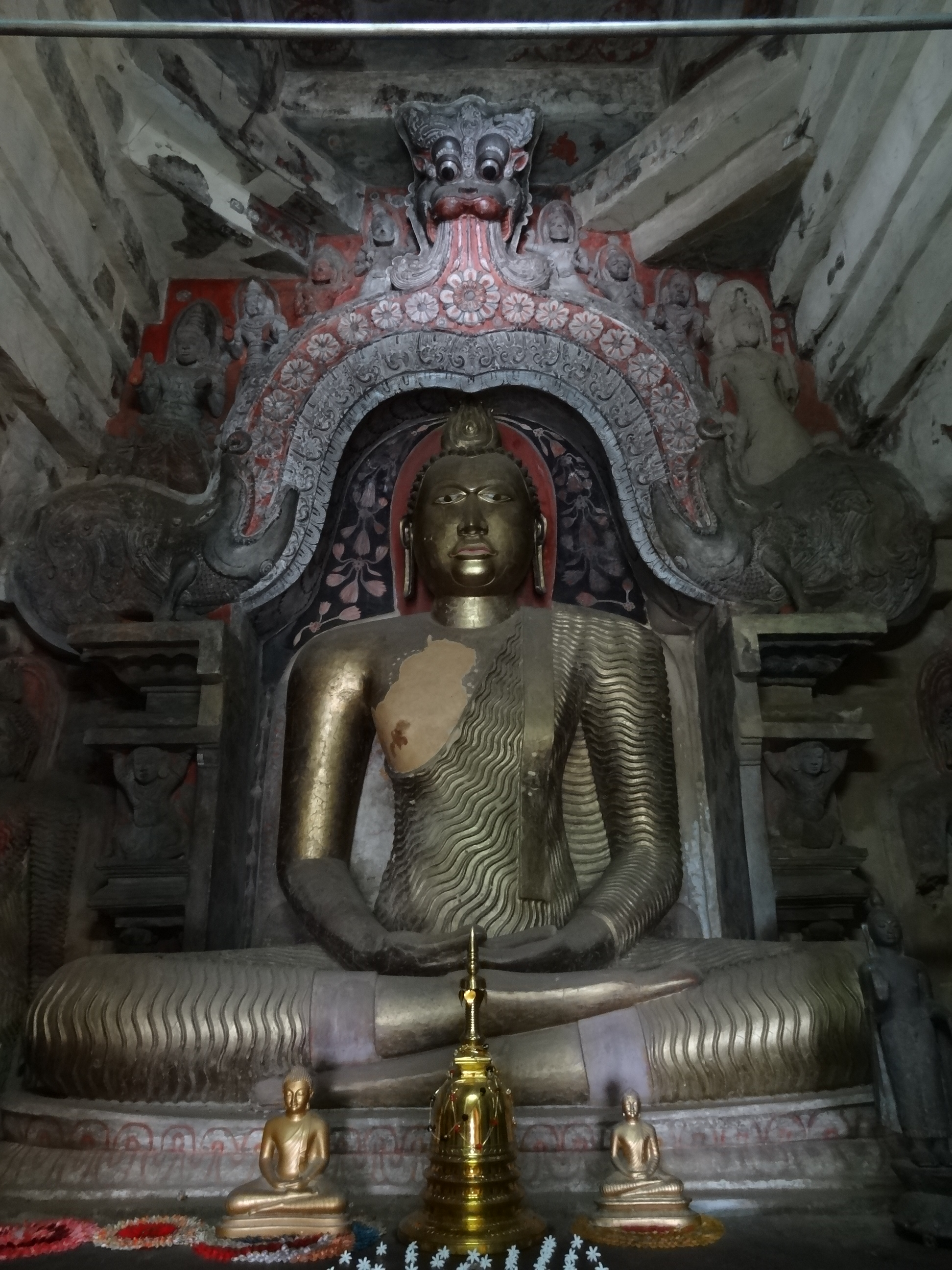

O edifício central do templo é o único do tipo construído inteiramente em granito, à exceção de dois shikharas que são construídos em tijolo e assentados em pedra maciça. Os shikharas, que estão localizados acima do santuário, começam em uma forma octogonal, mas com as características de uma estupa. Após a construção original do edifício do templo foi adicionado, possivelmente no século XVIII ou XIX, um telhado cingalês com multi-camadas e azulejos, sustentado por escoras de tijolos e pilares de madeira que escondem o telhado plano e os shikharas.
Na entrada para a sala do santuário existe uma escultura ornamentada de Makara Thorana (Arco do Dragão). O Makara Thorana é decorado com imagens de Brahmā, Sakra, Santusita, Saman, Santhusthika, Avalokiteshvara e Maitreya. Dentro da sala do santuário há uma estatueta de 2,43 m (7,97 ft) de altura de um Buda sentado, na pose de 'Dhyana Mudra' — a postura de meditação associada à sua primeira iluminação — com quatro estátuas de Buda em pé flanqueando-a. A estatueta é significativamente diferente daquelas do período de Gampola (1314–1415).
Adjacente à sala do santuário principal, em seu lado norte, existe um devalaya dedicado ao deus hindu, Vishnu. O devalaya foi originalmente dedicado a Varuna quando foi construído, no entanto, como Vishnu se tornou mais popular entre os devotos, o santuário de Varuna foi substituído por Vishnu.

## Santuário secundário
No meio do templo composto existe um santuário secundário, o Vijayothpaya ou Vijayantha Prasada, nomeado com base no palácio mítico do deus Indra. O santuário foi construído depois do santuário principal pelo rei Parakramabahu V. O santuário consiste em uma estupa central de aproximadamente 12,3 m (40,4 ft) de altura, construída em uma plataforma quadrada. A estupa inteira é coberta por um telhado de quatro lados apoiado por quatro pilares de pedra. Nos quatro lados da estupa principal estão quatro estupas menores, que estendem-se em ângulos cruciformes para fora nas quatro direções cardinais. Cada um destas quatro estupas menores estão construídas em plataformas de pedra, com seus próprios quartos de santuário individuais. Esses santuários anteriormente abrigavam imagens dos Quatro Reis Celestiais: Vaisravana, Virūḷhaka, Dhrutharashṭa e Virūpaksha, porém agora abrigam estátuas do Buda sentado.